# Paulo Roberto de Miranda Gomes
Paulo Roberto de Miranda Gomes (Florianópolis, 11 de setembro de 1946) é um médico e político brasileiro.
Filho de Helga de Miranda Gomes e de Homero de Miranda Gomes. Casou com Maria Lígia de Miranda Gomes, com quem teve filhos.
Nas eleições de 1986 foi candidato a deputado estadual para a Assembleia Legislativa de Santa Catarina pelo Partido da Frente Liberal (PFL), recebendo 10.618 votos e ficando como segundo suplente de sua coligação, e foi convocado para a 11ª Legislatura (1987-1991).